# Brigham (Kumbria)
Brigham – wieś w Anglii, w Kumbrii, w dystrykcie (unitary authority) Cumberland. Leży 40 km na południowy zachód od miasta Carlisle i 413 km na północny zachód od Londynu. W 2001 miejscowość liczyła 1065 mieszkańców.